# Adolf Loos
Adolf Loos (Brünn, 10 december 1870 - Kalksburg, 23 augustus 1933) was een Oostenrijks architect uit het begin van de 20e eeuw.

## Levensloop
Loos werd geboren te Brünn in Moravië, thans als Brno gelegen in Tsjechië, maar destijds onderdeel van de dubbelmonarchie Oostenrijk-Hongarije). Hij was de zoon van een steenhouwer. Tot verdriet van zijn moeder wilde hij het familiebedrijf niet overnemen. In plaats daarvan studeerde hij aan de Technische Hogeschool te Reichenberg en architectuur te Dresden.
Na zijn studie vertrok Loos naar de Verenigde Staten, waar hij werkte als metselaar, vloerenlegger en bordenwasser. Loos was onder de indruk van de Amerikaanse architectuur en bewonderde de Amerikaanse architect Louis Sullivan.
Hij keerde terug naar Europa en begon in 1898 een architectenbureau te Wenen. Loos begon ook zijn eigen architectenopleiding. In 1928 besloot hij zich weer geheel aan zijn architectenbureau te wijden.
Loos overleed op 62-jarige leeftijd te Kalksburg, dat tegenwoordig een stadsdeel van Wenen is.

## Tegenstand van de art-nouveau-beweging
Behalve door zijn ontwerpen is Loos vooral bekend geworden als tegenstander van de art-nouveau-beweging. Hij vond dat architectuur bepaald diende te worden door de rede. Overbodige ornamenten moesten worden geschrapt. In zijn lezing "Ornament en misdaad" uit 1908 (Ornament und Verbrechen) werkte hij de gedachte uit dat vooruitgang van een cultuur verbonden is met het terugdringen van ornamentiek, en dat het een misdaad was om ambachtslieden hun tijd te laten verspillen aan ornamenten die alleen maar het moment dichterbij brachten waarop een voorwerp ouderwets was geworden.
De meest primitieve samenlevingen gebruikten dan ook veel ornamenten, meende Loos, terwijl de meest geavanceerde geen overbodige ornamenten kennen, of op zijn minst ornamentiek trachten tegen te gaan als die geen zinvol doel heeft. Werk zoals het Michaelerhaus in Wenen laat overigens zien dat Loos geen totale afkeer van versiering had. Hij paste onder meer zeer decoratieve materialen zoals marmer toe. Loos' gezichtspunten zijn kenmerkend voor de moderne architectuur van het functionalisme, waarvan de bekendste slogan "Vorm volgt functie" luidt.

## Looshaus en andere projecten
Vanaf 1904 was hij in staat om grote projecten uit te voeren. Het meest opvallende was het zogenaamde "Looshaus" (gebouwd van 1910 tot 1912), oorspronkelijk voor de Weense kleermaker Goldman en Salatsch, voor wie Loos in 1898 een winkelinterieur had ontworpen, en gelegen recht tegenover de Habsburgse stadsresidentie Hofburg. Het huis, tegenwoordig gelegen op het adres Michaelerplatz 3 te Wenen, en onder monumentenzorg, werd bekritiseerd door zijn tijdgenoten. De gevel werd gedomineerd door rechtlijnige raampatronen en een gebrek aan stucdecoratie en luifels, wat het de bijnaam "Huis zonder wenkbrauwen" opleverde. Keizer Frans Jozef I van Oostenrijk zou het moderne gebouw zo verafschuwd hebben dat hij vermeed het Hofburg Paleis te verlaten via een hoofdpoort in de buurt. Zijn werk omvat ook de winkel van het herenmodehuis Knize (bouwjaar 1909-13) Café Museum (bouwjaar 1899, Wenen), en de "American Bar" (bouwjaar 1907-08, Wenen).
Loos bezocht het eiland Skyros in 1904 en werd beïnvloed door de kubusvormige architectuur van de Griekse eilanden. Toen het Oostenrijks-Hongaarse Rijk ineenstortte na de Eerste Wereldoorlog kreeg Loos het Tsjechoslowaakse staatsburgerschap van president Masaryk. Zijn hoofdverblijfplaats bleef Wenen. Tijdens de Eerste Oostenrijkse Republiek raakte Loos geïnteresseerd in publieke projecten. Hij ontwierp verschillende woningbouwprojecten voor de stad Wenen, die toen de bijnaam Rood Wenen kreeg. Van 1924 tot 1928 woonde Loos in Parijs. Hij gaf les aan de Sorbonne en kreeg een contract voor de bouw van een huis voor Tristan Tzara, dat 1925 werd voltooid aan de Avenue Junot 15, Parijs. In 1928 keerde hij terug naar Wenen.

## Belangrijke werken
- Haus Steiner, Wenen (1910)
- Michaelerhaus/Looshaus, Wenen (1910)
- Haus Rufer, Wenen (1922)
- Khuner villa,  Kreuzberg (Oostenrijk) (1930)
- Villa Müller, Praag (1930)
- Semler Residence (Pilsen)

## Afbeeldingen

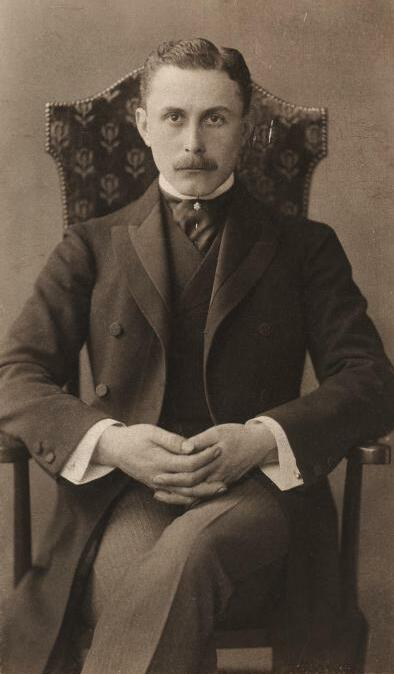
Adolf Loos, 1904
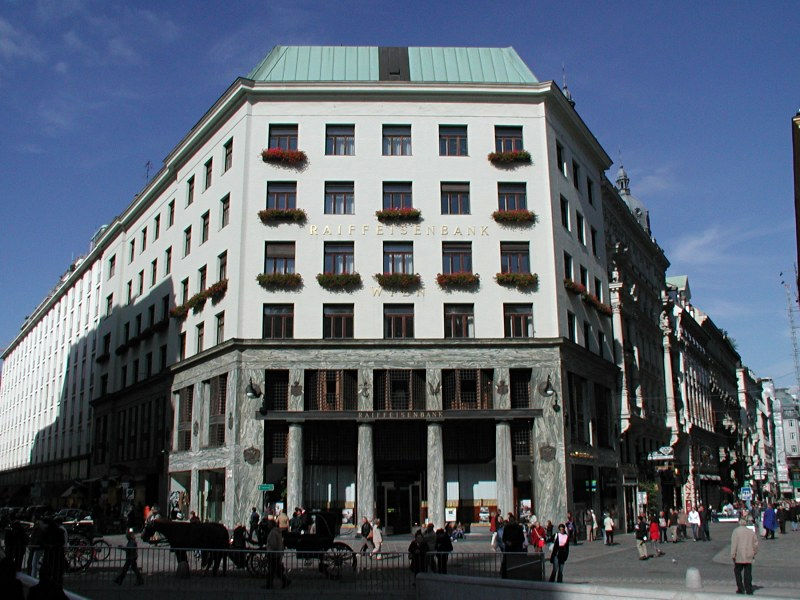
Het Michaelerhaus/Looshaus te Wenen (1910)
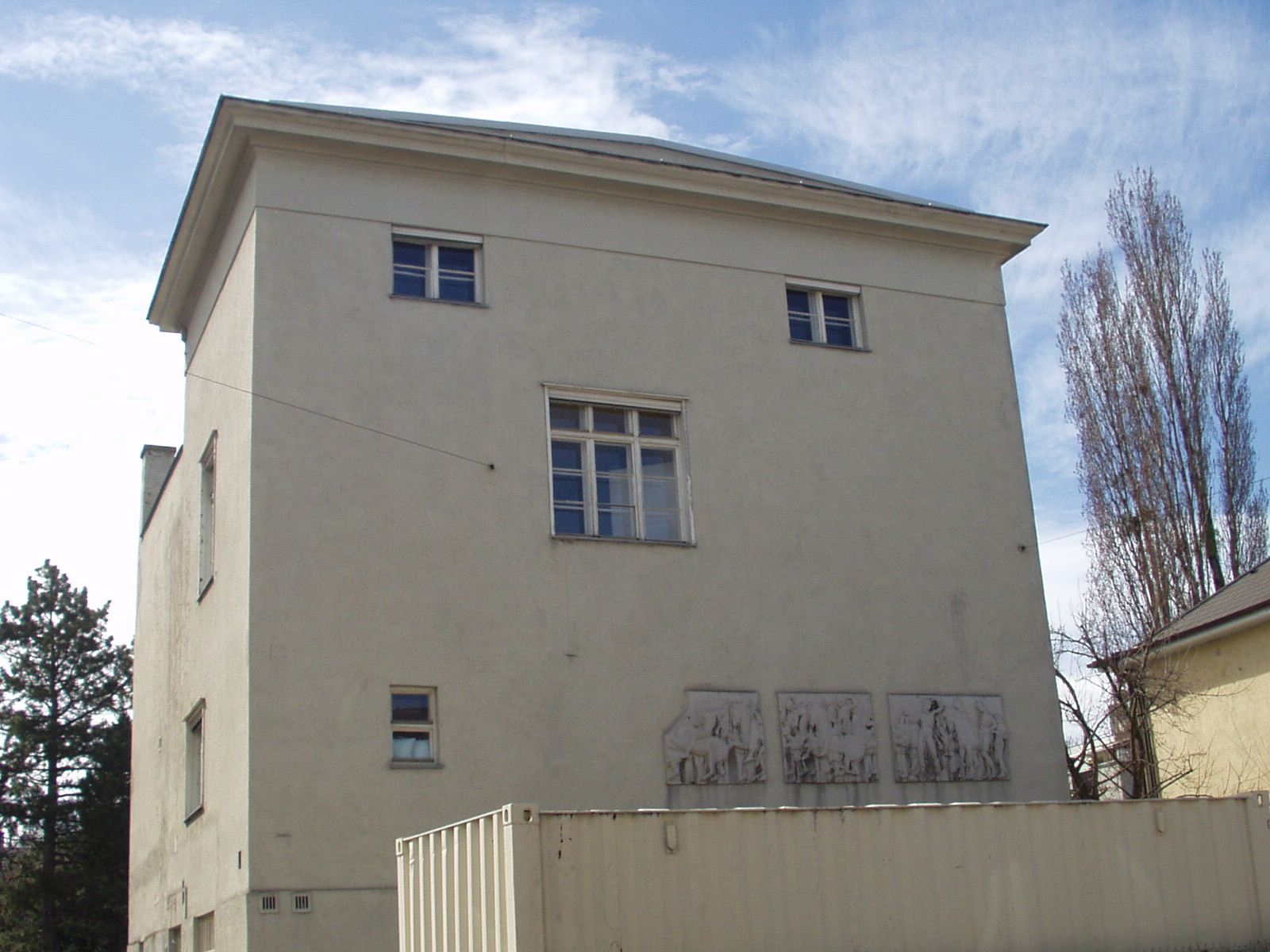
Huis Rufer te Wenen (1922)
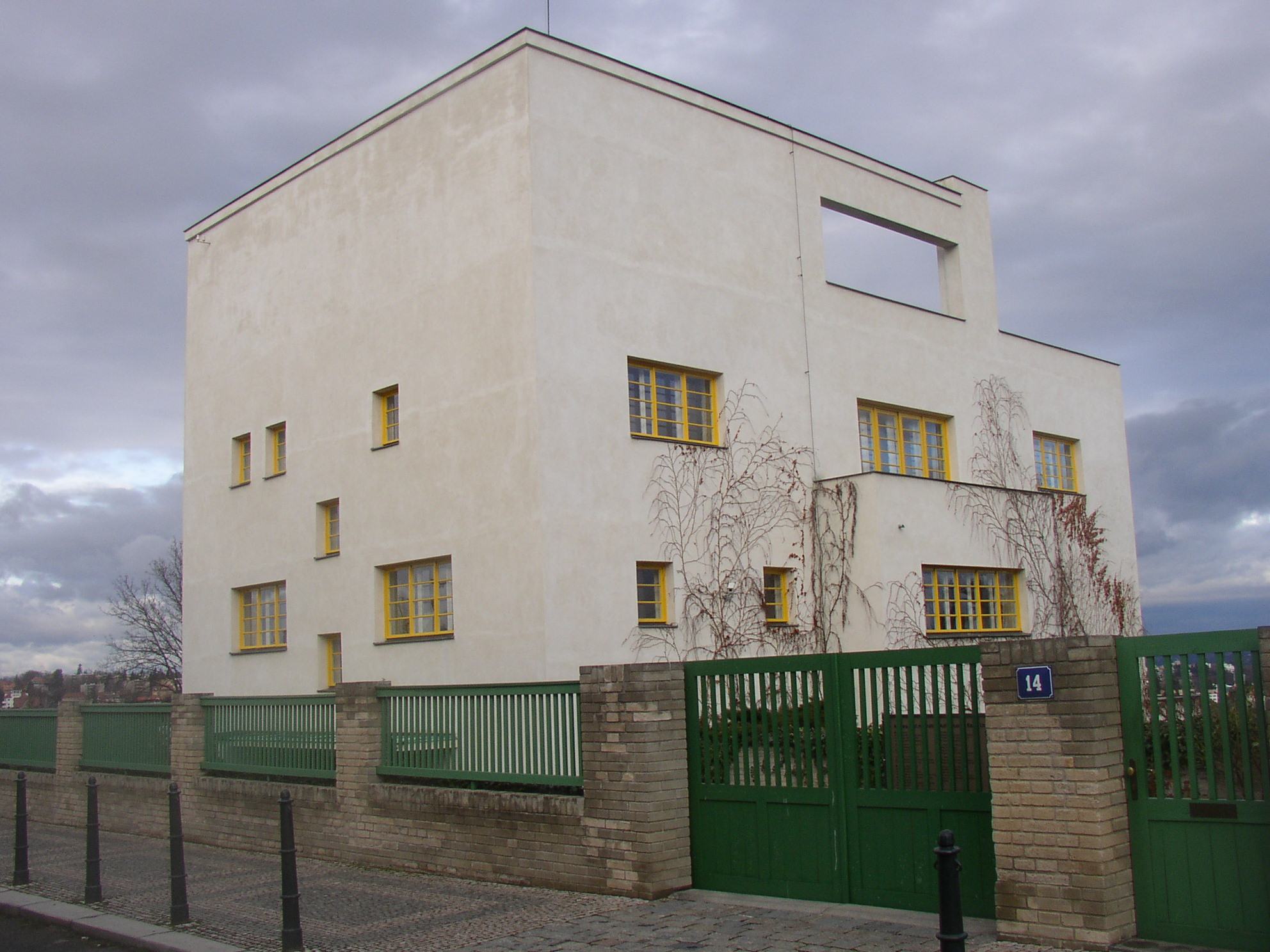
Villa Müller te Praag (1930)

- Bibsys: 90224437
- Biblioteca Nacional de España: XX1129069
- Bibliothèque nationale de France: cb119133149 (data)
- Catàleg d'autoritats de noms i títols de Catalunya: 981058508851306706
- CiNii: DA00700647
- Gemeinsame Normdatei: 11857423X
- International Standard Name Identifier: 0000 0001 2095 6585
- KulturNav: aa8ae9e9-12ea-4ec5-b751-c9e9c147adc6
- Library of Congress Control Number: n82047171
- Nationale Bibliotheek van Letland: 000090365
- Bibliotheek van het Japanse parlement: 00470649
- National Gallery of Victoria: 2620
- Nationale Bibliotheek van Tsjechië: jk01072385
- Nationale bibliotheek van Australië: 35209130
- Nationale Bibliotheek van Israël: 987007264617305171
- Nationale Bibliotheek van Polen: a0000002655443
- Nationale en Universitaire bibliotheek Zagreb: 000342319
- Nederlandse Thesaurus van Auteursnamen: 068811284
- Réseau des bibliothèques de Suisse occidentale: 02-A003530378
- RKD-Nederlands Instituut voor Kunstgeschiedenis: 306225
- Istituto Centrale per il Catalogo Unico: CFIV016644
- LIBRIS: 208812
- SNAC: w6cn79p4
- Système universitaire de documentation: 026993996
- Trove: 866185
- Union List of Artist Names: 500023721
- Virtual International Authority File: 17225994
- WorldCat: E39PBJxhfVfXWQ4pfdR43Gdfbd